# Gran nu dempeus
Gran nu dempeus és una tela de Joan Miró pintada a París el 1921 al taller del carrer blomet de París.

## Història
Començada sens dubte el març de 1921, inaugura un període durant el qual el pintor deixarà d'«estrènyer el més possible la forma», com ho havia fet en l'Autoretrat, abandonant el realisme aplicat que havia utilitzat poc abans al Retrat d'una ballarina espanyola per abordar una estilització més clara.

## Descripció
Com moltes altres teles d'aquest període, el quadre reuneix elements contradictoris que tenen una homogeneïtat molt particular. El marc negre forma una mena de nínxol pintat en el qual el nu sembla protegit. Aquest marc negre és alleugerat amb una xarxa grisa sobre la seva part dreta. Sobre un fons gris lleugerament blavenc, la model sembla formulada sobre un sòcol negre en forma de trapezi al qual respon un altre trapezi, més ampli, de color verd amb un rectangle groc a l'interior. La representació del pubis és d'un realisme bastant cru, mentre que els pits, representats un de cara per un cercle blanc i un punt vermell, l'altre de perfil per un con blanc superat de vermell, semblen desenganxats del cos.
| « | El tractament agressiu que va infligir a mans i peus i a la mà esquerra podria arribar a un realisme simbòlic o social. | » |

Segons Jacques Dupin, es pot considerar aquesta tela com el resultat dels nus première manière: 
| « | Alguns elements de forma, alguns detalls, el clima, presagien els quadres més cridaners que l'autor realitzarà durant els propers anys. | » |